# Tharra stabula
Tharra stabula är en insektsart som beskrevs av Nielson 1975. Tharra stabula ingår i släktet Tharra och familjen dvärgstritar. Inga underarter finns listade i Catalogue of Life.